# K

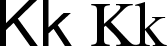

K \ كي \ هو الحرف الحادي العشر في الأبجدية اللاتينية. ويمثل هذا الحرف الصوت الطبقي الوقفي المهموس
- في الكيمياء، يرمز K لعنصر البوتاسيوم